# 杨村镇 (天长市)
杨村镇，是中华人民共和国安徽省滁州市天长市下辖的一个行政建制镇。

## 行政区划
杨村镇下辖以下地区：
杨村社区、小关社区、龙集社区、桥南村、沂湖村、光华村、湖边村、北荡村、金埠村和季桥村。